# Naturschutzgebiet Rheurdt-Schaephuysener Kuhlenzug
Koordinaten: 51° 27′ 18″ N, 6° 30′ 7″ O

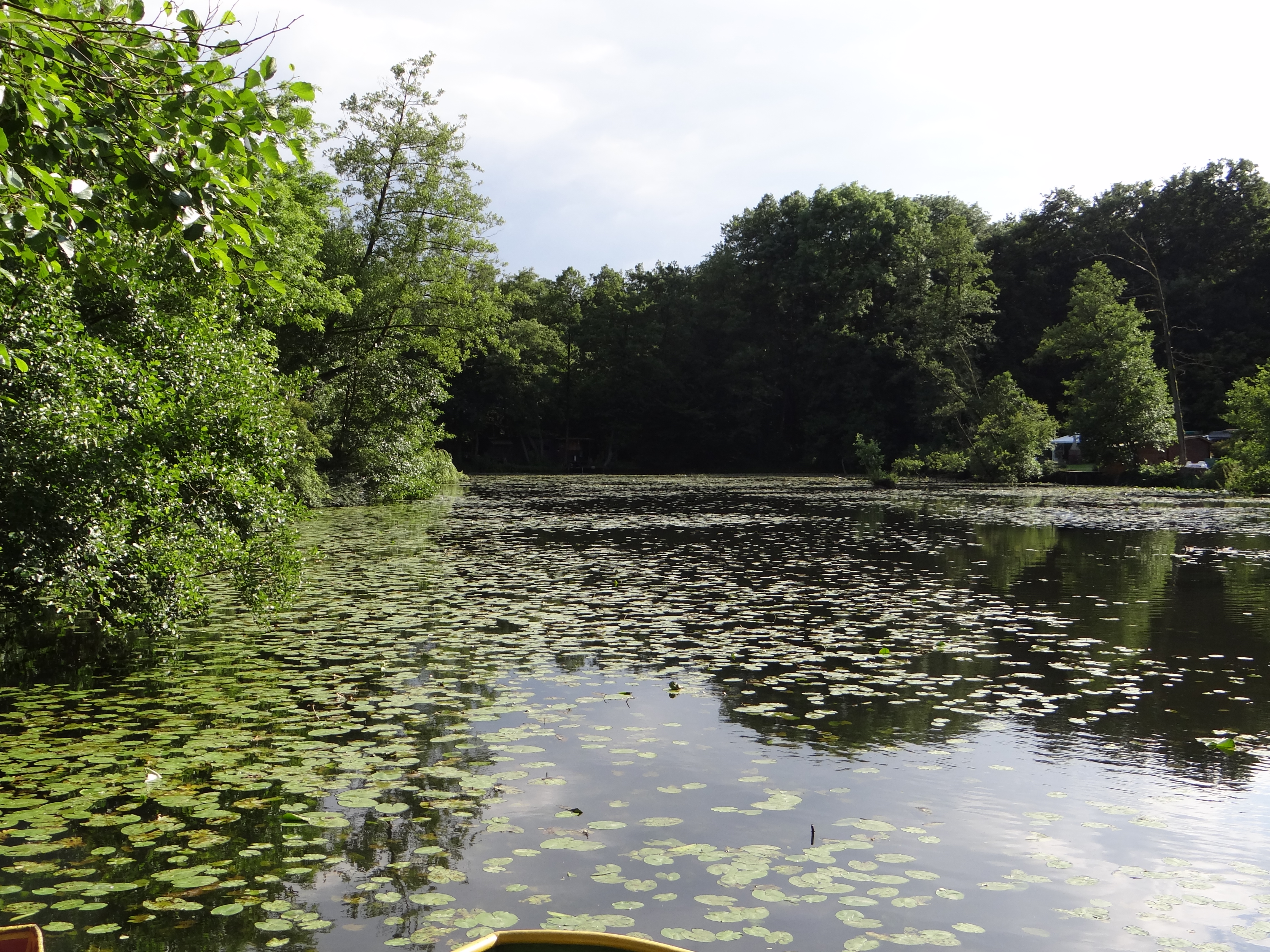
Die Littardkuhlen, ehemalige Torfstichkuhlen, im Naturschutzgebiet Rheurdt-Schaephuysener Kuhlenzug. Im Wald rechts im Hintergrund liegt das NSG Staatsforst Rheurdt/Littard (Juli 2012)

Das aus fünf Teilflächen bestehende Naturschutzgebiet Rheurdt-Schaephuysener Kuhlenzug liegt auf dem Gebiet der Gemeinde Rheurdt im Kreis Kleve in Nordrhein-Westfalen. Westlich, direkt anschließend, erstreckt sich das 144,3 ha große Naturschutzgebiet Staatsforst Rheurdt/Littard.

## Bedeutung
Das rund 89 ha große Gebiet ist seit 2013 unter der Kenn-Nummer KLE-061 als Naturschutzgebiet ausgewiesen.